# Чемпионат Европы по лёгкой атлетике в помещении 1982 — прыжок в высоту (женщины)
Соревнования по прыжкам в высоту у женщин на чемпионате Европы по лёгкой атлетике в помещении в Милане прошли 7 марта 1982 года во Дворце спорта «Сан-Сиро».
Действующей зимней чемпионкой Европы в прыжках в высоту являлась Сара Симеони из Италии.

## Рекорды
До начала соревнований действующими были следующие рекорды в помещении.
| Высшее мировое достижение        | Колин Соммер (США)     | 2,00 м | Оттава, Канада    | 13 февраля 1982 |
| Рекорд Европы                    | Андреа Матай (Венгрия) | 1,98 м | Будапешт, Венгрия | 17 февраля 1979 |
| Рекорд чемпионатов Европы        | Сара Симеони (Италия)  | 1,97 м | Гренобль, Франция | 22 февраля 1981 |
| Лучший результат сезона в мире   | Колин Соммер (США)     | 2,00 м | Оттава, Канада    | 13 февраля 1982 |
| Лучший результат сезона в Европе | Жанна Некрасова (СССР) | 1,97 м | Москва, СССР      | 13 февраля 1982 |

## Расписание
| Дата         | Раунд соревнований |
| ------------ | ------------------ |
| 7 марта 1982 | Финал              |

Время местное (UTC+2)

## Медалисты
| Золото              | Серебро           | Бронза                |
| Ульрике Мейфарт ФРГ | Андреа Биниас ГДР | Каталин Штерк Венгрия |

## Результаты
Обозначения: WB — Высшее мировое достижение | ER — Рекорд Европы | CR — Рекорд чемпионатов Европы | NR — Национальный рекорд | WL — Лучший результат сезона в мире | EL — Лучший результат сезона в Европе | PB — Личный рекорд | SB — Лучший результат в сезоне | DNS — Не вышла в сектор | NM — Без результата | DQ — Дисквалифицирована

Основные соревнования в прыжке в высоту у женщин прошли 7 марта 1982 года. В сектор вышли 16 спортсменок. Главным итогом соревнований стал новый рекорд Европы, который покорился сразу трём прыгуньям. Все призёрки взяли одинаковую высоту 1,99 м, что на один сантиметр выше предыдущего континентального достижения и на один сантиметр ниже лучшего результата в мире. Медали распределились по количеству затраченных попыток: чемпионкой стала Ульрике Мейфарт из ФРГ.
| Место | Атлет            | Гражданство    | Результат | Примечания |
| ----- | ---------------- | -------------- | --------- | ---------- |
| 1     | Ульрике Мейфарт  | ФРГ            | 1,99 м    | EL, ER, CR |
| 2     | Андреа Биниас    | ГДР            | 1,99 м    | EL, ER, CR |
| 3     | Каталин Штерк    | Венгрия        | 1,99 м    | EL, ER, CR |
| 4     | Керстин Деднер   | ГДР            | 1,94 м    | =PB        |
| 5     | Диана Эллиотт    | Великобритания | 1,94 м    | NR         |
| 6     | Тамара Быкова    | СССР           | 1,91 м    |            |
| 7     | Андреа Бредер    | ФРГ            | 1,91 м    | PB         |
| 8     | Эльжбета Кравчук | Польша         | 1,88 м    | SB         |
| 9     | Кристин Сутевей  | Бельгия        | 1,88 м    |            |
| 10    | Марис Эванже-Эпе | Франция        | 1,88 м    | PB         |
| 11    | Габи Майер       | Швейцария      | 1,85 м    |            |
| 11    | Людмила Андонова | Болгария       | 1,85 м    |            |
| 13    | Анне Хайтман     | ФРГ            | 1,85 м    | PB         |
| 14    | Эмеше Бела       | Венгрия        | 1,85 м    |            |
| 14    | Сандра Дини      | Италия         | 1,85 м    |            |
| 16    | Энн-Мари Кординг | Великобритания | 1,85 м    |            |